# Tachina imbuta
Tachina imbuta là một loài ruồi trong họ Tachinidae.